# Censeur (Venise)
Le censeur (en latin censor; en Vén.: censòr) était à l'origine un magistrat romain. 

## Rôle du censeur
La république de Venise en comptait deux. Leur juridiction s'étendait sur :
- les mœurs des particuliers ;
- les brigues, faites par les nobles au Broglio, pour obtenir des charges ;
- le paiement des gages ;
- sur les larcins des valets et servantes ;
- sur les gondoliers, bouchant le passage du canal du palais des doges ;
- l'artisanat du verre.

Lorsqu'un criminel est interrogé par la quarantie criminelle, un des censeurs y assiste toujours, avec un juge de nuit al Criminal et l'Avogador qui le poursuit: il constituent le Colleggietto Criminale.
Les censeurs ont une charge de 16 mois. Ils vont au Sénat avec voix délibérative. Ils siègent portant une veste violacée.